# Bombolone

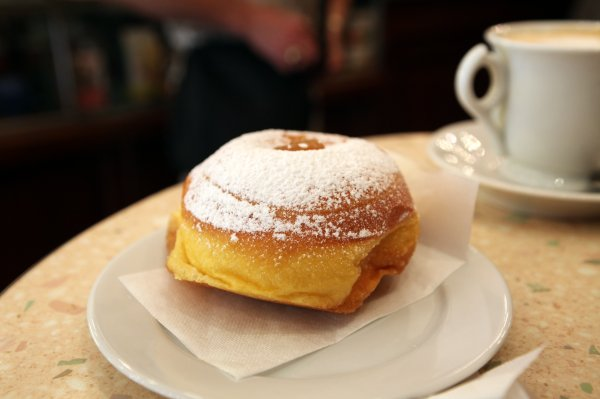
Bombolone com geleia de damasco.

Um bombolone (plural bomboloni) é um doce italiano, do tipo rosca (semelhante ao Berliner,  entre outros) e que é consumido como lanche e sobremesa. Etimologicamente, o nome relaciona-se a bomba, e o mesmo tipo de massa também é chamado de bomba (plural  "bombe") em algumas regiões da Itália. A conexão etimológica é, provavelmente, devido à semelhança com uma granada ou bomba.

## História
Enquanto os bomboloni podem ser, fundamentalmente, relacionados à Toscana, eles também são tradicionais em outras regiões da Itália, ainda que com pequenas variações na receita. As áreas que costumavam ser sob o domínio Austríaco, tais como Trentino Alto-Adige, Vêneto e Friuli-Venezia Giulia, acredita-se que a tradição dos bomboloni tenha se originado do "krapfen" austríaco (isto é, Berliner), e a receita inclui ovos, que não são encontrados na variedade da Toscana.

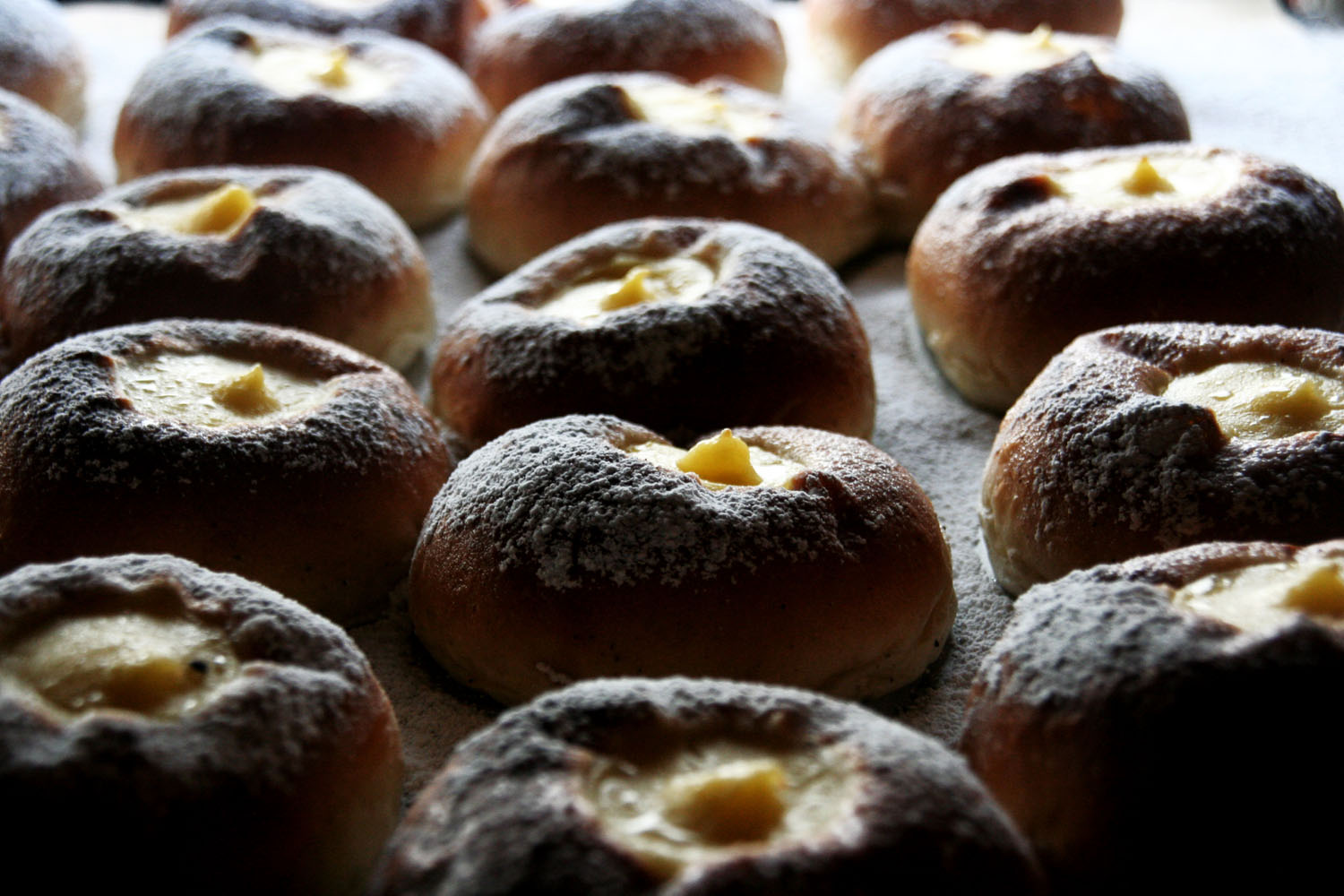
Bomboloni feitos em casa

Certos itens de confeitaria, por vezes, têm sinais manuscritos, e a escritora culinária Emily Wise escreveu que que os moradores da Toscana costumam apreciá-los, mesmo na praia. Eles também são vendidos nas praias e são um pouco diferentes das roscas de outros países por terem o enchimento feito a partir de cima, onde às vezes permanece visível, em vez de ser injetado de lado.
O restaurante A Voce em Nova York, serviu-os com molho de chocolate e Florentinos ter sido dito preferir o bombolone caldi (quente) em Buscioni, onde são servidos "direto do forno" e recheado com creme, chocolate, ou marmelada.